# Rogatnica jasnoplama
Rogatnica jasnoplama (Balistoides conspicillum) – ryba morska z rodziny rogatnicowatych. Spotykana w hodowlach akwarystycznych. 

## Występowanie
Wody słone i półsłone Indo-Pacyfiku, od wybrzeży Afryki, Ocean Spokojny do południowej Japonii i Nowej Kaledonii. Zasiedla laguny i okolice raf koralowych na głębokościach od 1 – 75 m.

## Charakterystyka
Barwna ryba dorastająca do 50 cm długości. Pokarmem są mięczaki, skorupiaki, kraby i koralowce. Jest jajorodna.

## Filatelistyka
Poczta Polska wyemitowała 1 kwietnia 1967 r. znaczek pocztowy przedstawiający Balistoides conspicillum o nominale 60 gr, w serii Ryby egzotyczne. Autorem projektu znaczka był Jerzy Desselberger. Znaczek pozostawał w obiegu do 31 grudnia 1994 r..